# Never Let Me Down Again
«Never Let Me Down Again» (в переводе с англ. — «Больше никогда меня не подводи») — песня британской группы Depeche Mode, открывающий трек их шестого студийного альбома Music for the Masses; второй сингл в поддержку вышеназванного альбома и 19-й в дискографии группы. Вышел 24 августа 1987 года. На обложках разных изданий сингла изображены фрагменты русскоязычной карты Европы.

## Композиция
Бывший участник группы Алан Уайлдер и остальные члены Depeche Mode воспринимали этот трек явным, «очевидным синглом» с большим потенциалом. Они разработали его так, чтобы драматические элементы, такие как Led Zeppelin-подобные барабанные паттерны и характерные гитарные риффы Мартина Гора, звучали на переднем плане. Текст песни, начинающийся с резкого вокала «I’m taking a ride with my best friend» (с англ. — «Я катаюсь со своим лучшим другом»), обычно рассматривается как отражение употребления наркотиков. Музыкальный журналист NME Джейн Соланас назвала трек «шедевром», который хорошо передаёт чувство «наркотической эйфории».
Кода в «Never Let Me Down Again» отсылает к песне «Torch» группы Soft Cell. Основная ремикс-версия трека («Never Let Me Down Again (Split Mix)») была создана при непосредственном участии группы. 12-дюймовый макси-релиз растянулся ровно на девять с половиной минут. Это был последний случай, когда ремиксом занимались только участники Depeche Mode.

## Концертные выступления
Песня стала любимой среди фанатов, особенно на концертных выступлениях. Во время турне 1988 года шоу Depeche Mode часто завершались этой песней. Во время концерта 101, когда Дэйв Гаан к концу песни начал махать руками в воздухе, семьдесят тысяч фанатов стали подражать его движениям. Спустя некоторое время это стало традицией для фанатов Depeche Mode на концертах.
Depeche Mode исполняли Never Let Me Down Again чаще, чем любую другую песню.

## Ремиксы
Основным ремиксом на 12" является «Split Mix» — девятиминутный трек, который сопровождается простой версией песни и добавленной в конце технической аранжировкой. Сама аранжировка была расширена в «Aggro Mix» на би-сайде 12"; также доступна как бонус-трек на CD/кассетных версиях альбома Music for the Masses. «Split Mix» вошёл в сборник Remixes 81–04.
Другой ремикс трека, выполненный немецкой группой Digitalism, был выпущен в 2006 году как бонус-трек сборника The Best Of, Volume 1.
В 2011 году вышел сборник Remixes 2: 81–11, в составе которого был новый ремикс песни, выполненный Эриком Придзом.

## Видеоклипы
Существует два видеоклипа к песне «Never Let Me Down Again». В оригинальном используется «Split Mix», минус интро и аутро; во время части EBM, показывается пара танцевальных туфель Гаана, перемещающихся без своего владельца, однако потом их надевает кто-то и начинает в них танцевать. Эта версия вошла в видеосборник Strange. Имеется также короткая версия клипа без танцующих туфель с музыкальным рядом 7" сингл-версии. Она вошла в сборник The Videos 86–98. Режиссёр обеих версий клипа — Антон Корбейн.
Также существует неофициальный видеоклип на версию «Aggro Mix», снятый российским режиссёром Александром Салохой на студии «Art Pictures» при участии оператора Владислава Опельянца и продюсера Дмитрия Иванова. На конкурсе видеоклипов «Поколение-98» клип получил очень высокую оценку, долгое время он лидировал среди опроса профессионалов. В результате этот клип получил высокие баллы и приз за лучшую операторскую работу. Группа Depeche Mode и фирма Mute Records высоко оценили работу российской студии. Видео настолько понравилось Mute, что они поставили на него свой копирайт и даже заключили контракт на съемку видеоклипа «Sister of Night» со студией «Art Pictures».

## Список композиций
Слова и музыка всех песен — написаны Мартином Гором.
| №  | Название                  | Длительность |
| -- | ------------------------- | ------------ |
| 1. | «Never Let Me Down Again» | 4:20         |

| №  | Название                    | Длительность |
| -- | --------------------------- | ------------ |
| 1. | «Pleasure, Little Treasure» | 2:51         |

| №  | Название                                  | Длительность |
| -- | ----------------------------------------- | ------------ |
| 1. | «Never Let Me Down Again» (Split Mix)     | 9:34         |
| 2. | «Pleasure, Little Treasure» (Glitter Mix) | 5:34         |
| 3. | «Never Let Me Down Again» (Aggro Mix)     | 4:53         |

| №  | Название                                    | Длительность |
| -- | ------------------------------------------- | ------------ |
| 1. | «Never Let Me Down Again» (Tsangarides Mix) | 4:22         |
| 2. | «Pleasure, Little Treasure» (Join Mix)      | 4:53         |
| 3. | «To Have and to Hold» (Spanish Taster)      | 2:33         |

| №  | Название                               | Длительность |
| -- | -------------------------------------- | ------------ |
| 1. | «Never Let Me Down Again» (Split Mix)  | 9:34         |
| 2. | «Pleasure, Little Treasure» (Join Mix) | 5:05         |
| 3. | «To Have and to Hold» (Spanish Taster) | 2:33         |
| 4. | «Never Let Me Down Again» (Aggro Mix)  | 4:54         |

| №  | Название                                    | Длительность |
| -- | ------------------------------------------- | ------------ |
| 1. | «Never Let Me Down Again»                   | 4:24         |
| 2. | «Pleasure, Little Treasure»                 | 2:53         |
| 3. | «Never Let Me Down Again» (Split Mix)       | 9:36         |
| 4. | «Pleasure, Little Treasure» (Glitter Mix)   | 5:37         |
| 5. | «Never Let Me Down Again» (Aggro Mix)       | 4:57         |
| 6. | «Never Let Me Down Again» (Tsangarides Mix) | 4:24         |
| 7. | «Pleasure, Little Treasure» (Join Mix)      | 4:55         |
| 8. | «To Have and To Hold» (Spanish Taster)      | 2:36         |

## Участники записи
- Дэйв Гаан — вокал, семплер
- Мартин Гор — клавишные, гитара, семплер, бэк-вокал
- Алан Уайлдер — клавишные, пианино, семплер, программирование, бэк-вокал
- Эндрю Флетчер — клавишные, семплер, бэк-вокал

## Чарты
| Чарт                           | Наивысшая позиция |
| ------------------------------ | ----------------- |
| MegaCharts                     | 80                |
| SNEP                           | 29                |
| Schweizer Hitparade            | 7                 |
| Ö3 Austria Top 40              | 29                |
| Media Control Charts           | 2                 |
| Sverigetopplistan              | 7                 |
| UK Singles Chart               | 22                |
| Billboard Hot 100              | 63                |
| Billboard Hot Dance Club Songs | 12                |

## Известныекавер-версии
- The Smashing Pumpkins записали кавер-версию песни и выпустили её в качестве би-сайда к синглу «Rocket[англ.]» 1994 года. Фронтмен Билли Корган был представлен группе бас-гитаристкой Д’арси Рецки, которая была давним поклонником Depeche Mode и хотела исполнить кавер-версию «Never Let Me Down Again». В 1998 году Depeche Mode пригласили Коргана на сцену, чтобы исполнить песню вместе. Этот кавер также фигурирует в саундтреке к фильму «Недетское кино». Во время обсуждения трибьют-альбома For the Masses, в котором присутствовала и кавер-версия от The Smashing Pumpkins, Мартин Гор сообщил, что он всегда любил эту кавер-версию[25], Дэйв Гаан — что она ему нравилась даже больше оригинала[26].
- Farmer Boys, с участием Аннеке ван Гирсберген (Countrified, 1996)[27];
- Berlin (4Play, 2005)[28];
- Tre Lux (A Strange Gathering, 2006)[29];
- The Mission (Aural Delight, 2002)[30].